# Augusto Malta
Augusto César Malta de Campos (Mata Grande, 14 de maio de1864 — Rio de Janeiro, 30 de junho de 1957) foi um fotógrafo do Brasil com destacada atuação a partir do início do século XX. Seu trabalho como fotógrafo oficial do então Distrito Federal entre as décadas de 1900 e 1930, nomeado por Pereira Passos, permitiu criar um significativo acervo que documentou as transformações pelas quais passou a região da capital do Brasil no período, a cidade do Rio de janeiro

## Biografia
Em 1886, deixou Alagoas e, em 1887, já no Recife, serviu como cadete sargento no Exército. Nessa época, tornou-se republicano e participou de encontros revolucionários com estudantes. Em fins de 1888, chegou no Rio de Janeiro e seu primeiro emprego foi na Casa Leandro Martins, localizada na rua dos Ourives, atual rua Miguel Couto. Trabalhava como auxiliar de escrita e, no ano seguinte, foi promovido a guarda-livros. Ainda em 1889, participou dos eventos da proclamação da República no Brasil, tendo sido um dos signatários do termo de juramento lido na Câmara do Município Neutro, dando posse ao governo provisório republicano.
Na década de 1890, casou-se com uma prima distante, a alagoana Laura Oliveira Campos. O casal teve quatro filhos: Luthgardes (1896-?), Arethusa (1898-1913), Callisthene (1900-1919), Aristocléa (1903-1934), afilhada do prefeito Pereira Passos; e Aristógiton (1904-1954). Todas as filhas do casal morreram de tuberculose. Em 1906, Laura faleceu e Augusto Malta passou a viver maritalmente com Celina Augusta Verschueren (1884-?), que trabalhava desde os 15 anos como babá dos filhos de Malta e Laura. Com Celina, teve mais quatro filhos: Dirce (1907-?), Eglé (1909-?), Uriel (1910-1994) e Amaltéa (1912-2007). 
Em 1900, Malta comercializava tecidos finos no Centro do Rio e usava uma bicicleta para fazer as entregas das encomendas. Um de seus fregueses, um aspirante da Marinha, propôs trocar sua máquina fotográfica pela bicicleta de Malta. A partir desse trato, Augusto Malta começou a se interessar por fotografia.  Em 1903, foi apresentado pelo empreiteiro Antônio Alves da Silva Júnior, fornecedor da Prefeitura do Distrito Federal, que já havia visto suas fotografias, ao prefeito, Francisco Pereira Passos (1836-1913), que promovia uma grande reforma urbana na cidade, que ficou conhecida como o “Bota-Abaixo”.  Ele precisava de um fotógrafo para registrar as obras e os imóveis a serem desapropriados para posteriores pagamentos de indenizações. Em junho, pelo Decreto Municipal 445, Augusto Malta foi nomeado fotógrafo da Prefeitura do Distrito Federal. O cargo foi criado para ele e era subordinado à Diretoria Geral de Obras e Viação do Distrito Federal. Passou a documentar a radical mudança urbanística promovida por Pereira Passos. Augusto Malta trabalhou na Prefeitura do Distrito Federal até 1936, quando se aposentou.
Em 1905, foi contratado pela The Rio de Janeiro Tramway, Light and Power Company Limited – que ficaria popularmente conhecida como Light. Ao longo dos anos, prestando serviços para a empresa, Malta fotografou as atividades modernizadoras da Light no Rio de Janeiro, como a implantação dos bondes elétricos e da iluminação pública. 
Entre os fatos documentados por sua obra estão a demolição do Morro do Castelo, a Revolta da Vacina, a inauguração da Avenida Central (hoje Rio Branco), a Exposição Nacional de 1908, a Exposição Internacional do Centenário da Independência, em 1922 e a inauguração da estátua do Cristo Redentor. Também registrou imagens da vida cotidiana, a arquitetura, as alterações urbanísticas (como as primeiras favelas), manifestações culturais como festas, o carnaval, as "Batalhas das Flores" e desfiles cívicos e militares.
Em 1945, Malta foi comparado a Marc Ferrez (1843 - 1923)  no Boletim da Sociedade de Geographia do Rio de Janeiro: “A documentação fotográfica e de gravuras era, como se vê, abundante e valiosa, oriunda de desenhos de Rugendas e outros, e de fotografias de Marc Ferrez, que desempenhou no Império a função que mais tarde seria, no Rio, exercida por Augusto Malta, fotógrafo da Prefeitura: de documentador pela imagem dos principais acontecimentos de seu tempo”.
Em 30 de junho de 1957, Augusto Malta faleceu, no Hospital da Ordem Terceira da Penitência, devido a uma insuficiência cardíaca. Foi sepultado no dia seguinte, no Cemitério do Caju (Correio da Manhã, 2 de julho de 1957, na seção “Prefeitura”). 
A maior parte de suas fotografias encontra-se dividida entre o Museu da Imagem e do Som do Rio de Janeiro e o Arquivo Geral da Cidade do Rio de Janeiro. São, ao todo, 80 mil fotos, incluindo 2.600 negativos em vidro e 40 panorâmicas. Já no MIS-RJ a coleção reúne cerca de 27.700 fotografias do então Distrito Federal. O acervo possui registro das transformações urbanas que marcaram o cotidiano da região da capital do Brasil no período, a cidade do Rio de Janeiro. A coleção possui, ainda, 1.700 negativos em vidro e 115 negativos em panorâmica que foram restaurados. O Instituto Histórico e Geográfico Brasileiro, o Instituto Moreira Salles, a Biblioteca Nacional e o Museu Histórico Nacional são outros importantes acervos da obra do fotógrafo.
Encontra-se colaboração fotográfica da sua autoria no Boletim Fotográfico (1900-1914).

## Galeria

Av. Central, atual Rio Branco - um ano após a inauguração da instalação de iluminação incandescente, em 1906.
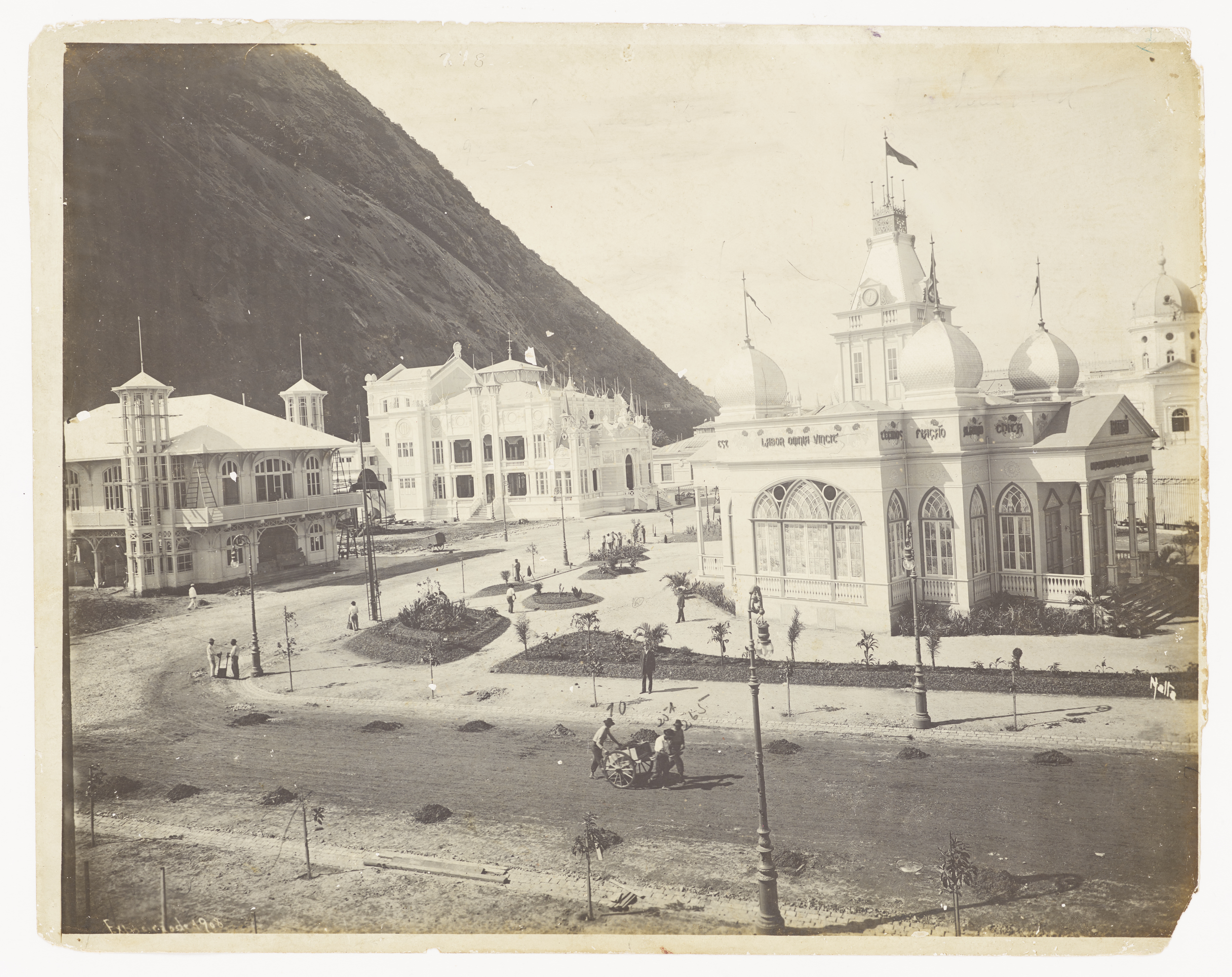
Exposição de 1908, Acervo do Instituto Moreira Salles.
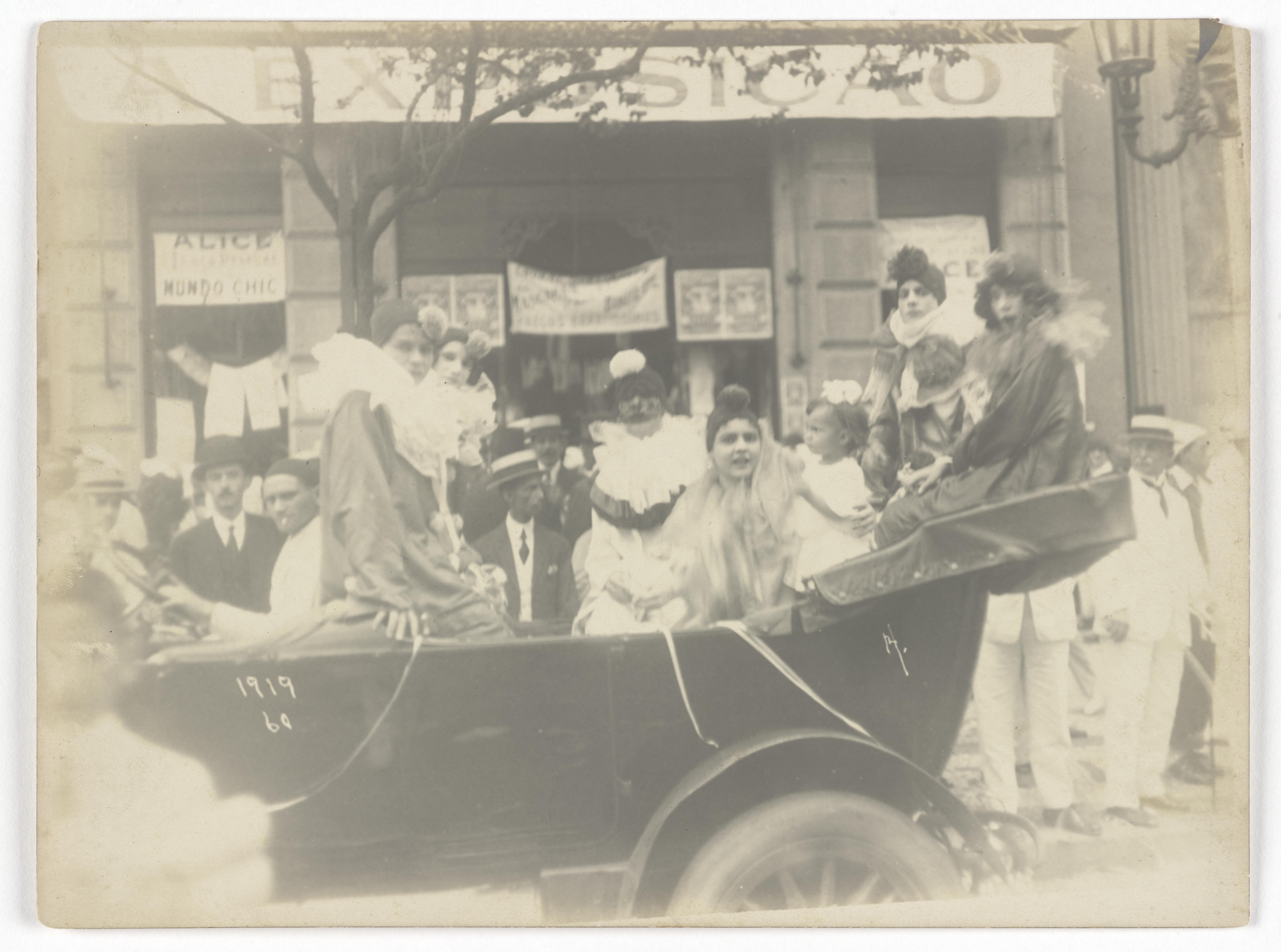
Desfile de corso durante o grande Carnaval de 1919, após uma grande epidemia de gripe espanhola na cidade.
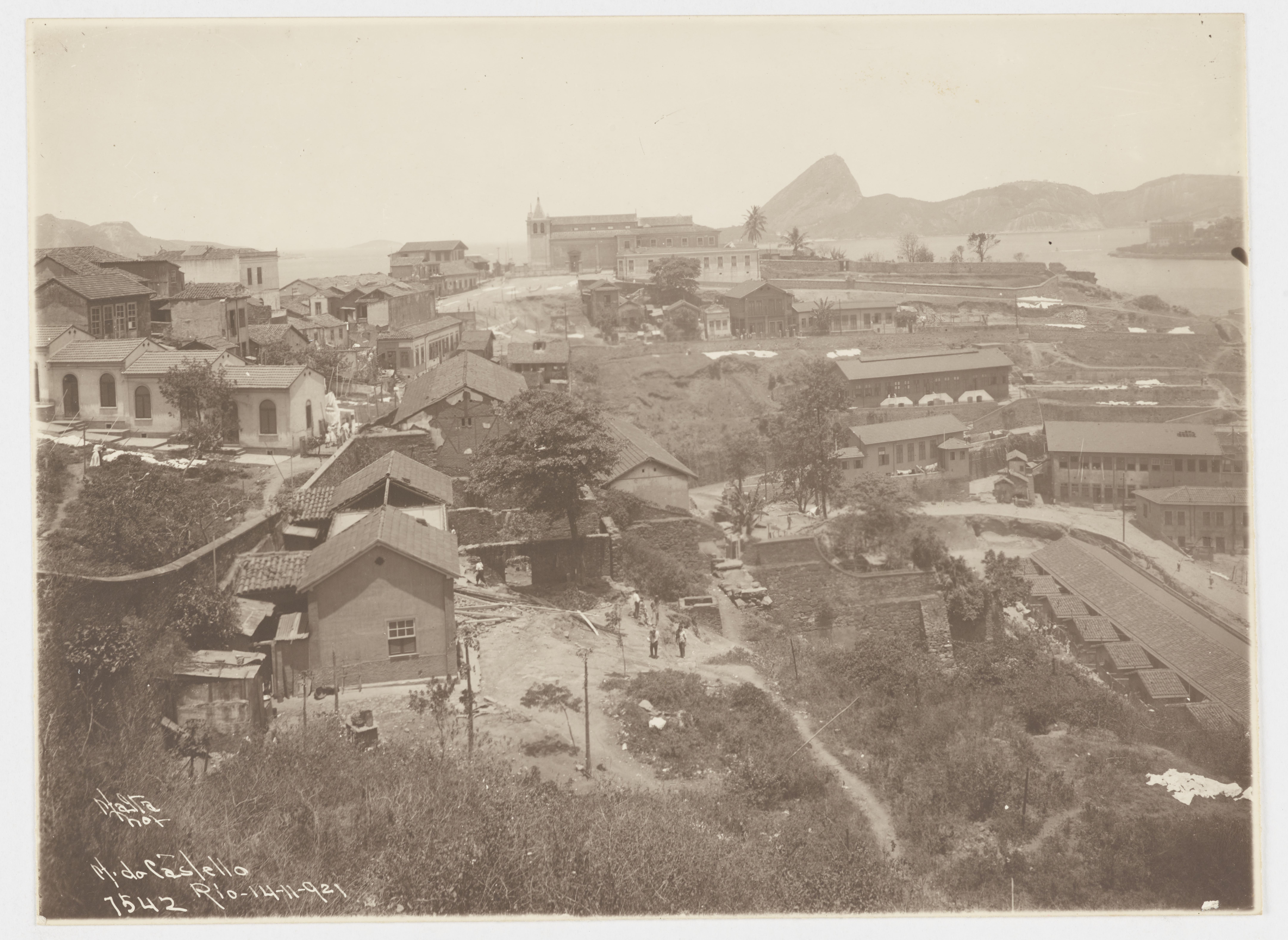
Morro do Castelo, com a Igreja de São Sebastião e o Pão de Açúcar ao fundo: fotografado por Augusto Malta, em 1921. Acervo do Instituto Moreira Salles.
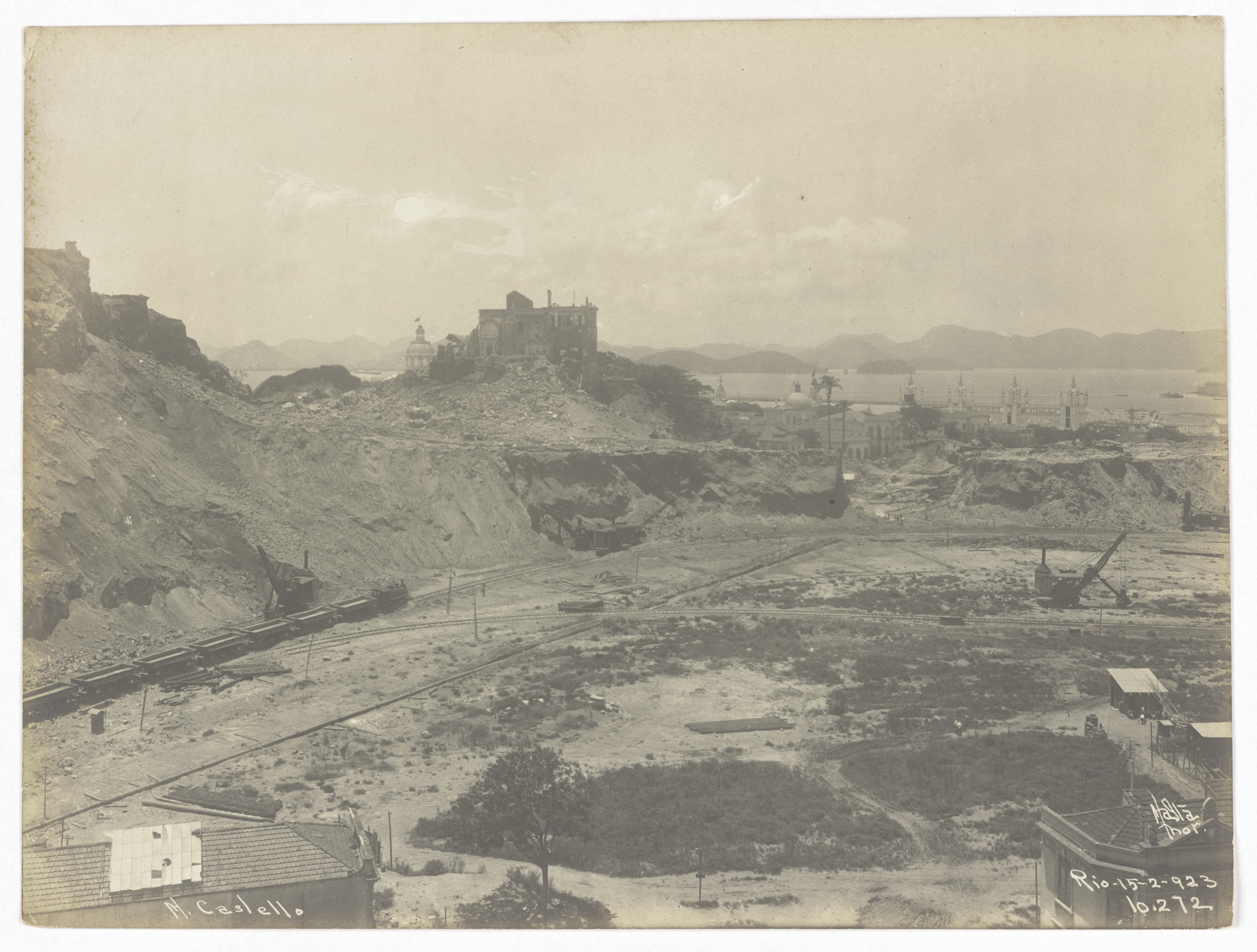
Ruínas do Morro do Castelo, ao fundo, pavilhões da Exposição Internacional de 1922, destaque para retirada de terra com auxílio de vagões de trem, Acervo do Instituto Moreira Salles.
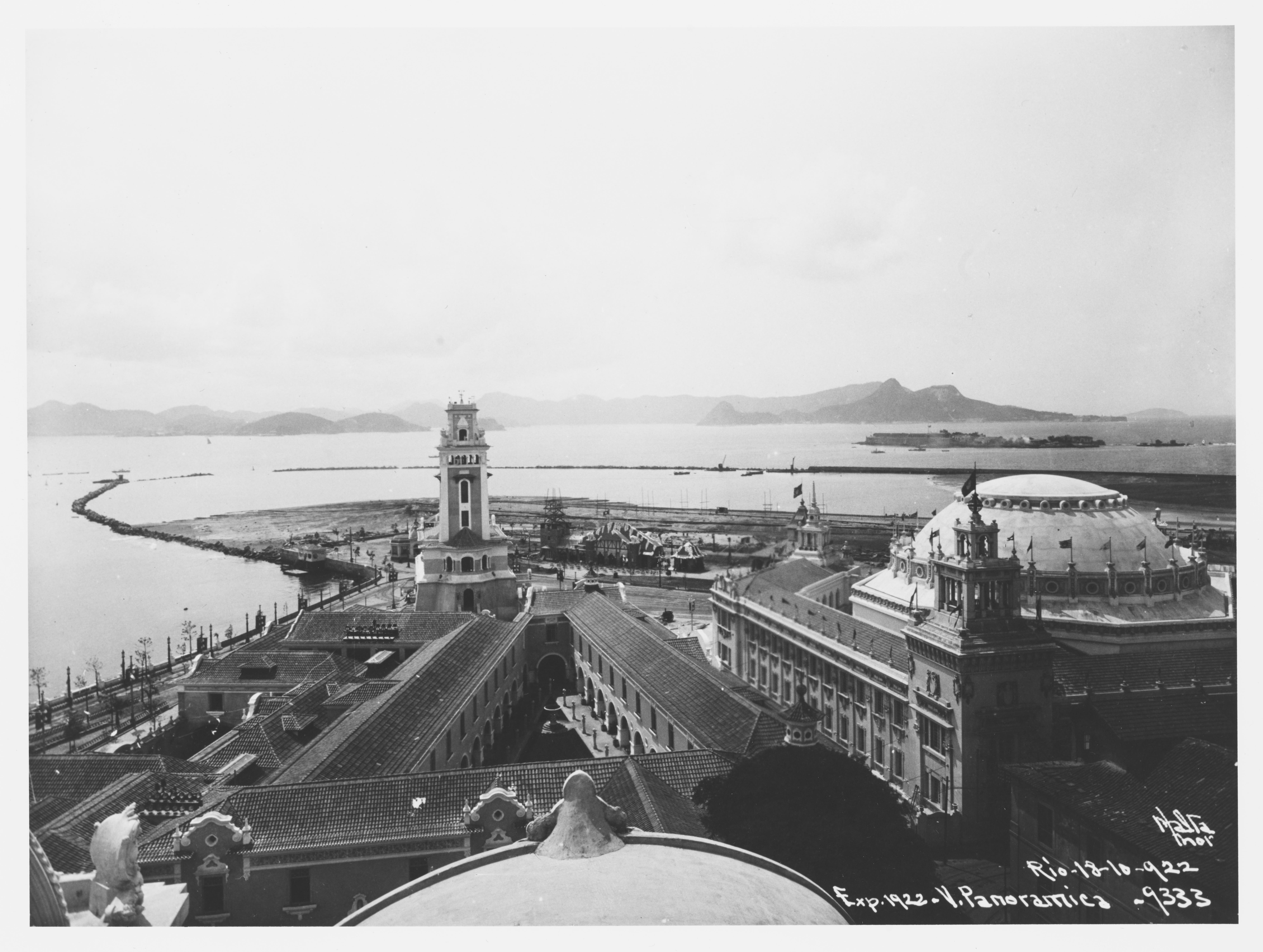
Exposição Internacional do Centenário da Independência de 1922, destaque para o grande Pavilhão de Festas.
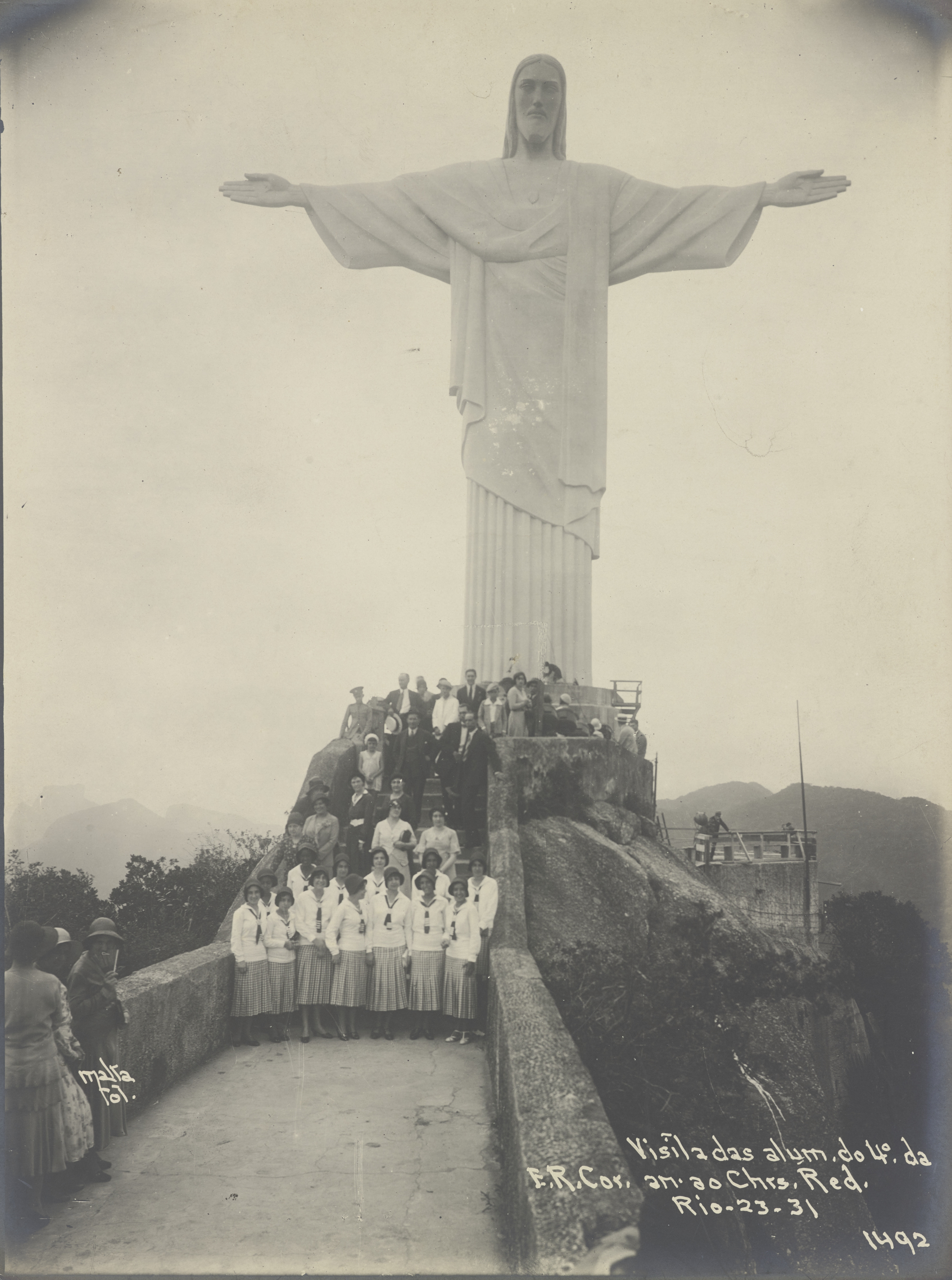
Visita de estudantes ao recém inaugurado Cristo Redentor, em 1931, Acervo do Instituto Moreira Salles.